# 霍羅阿圖克拉斯內鄉

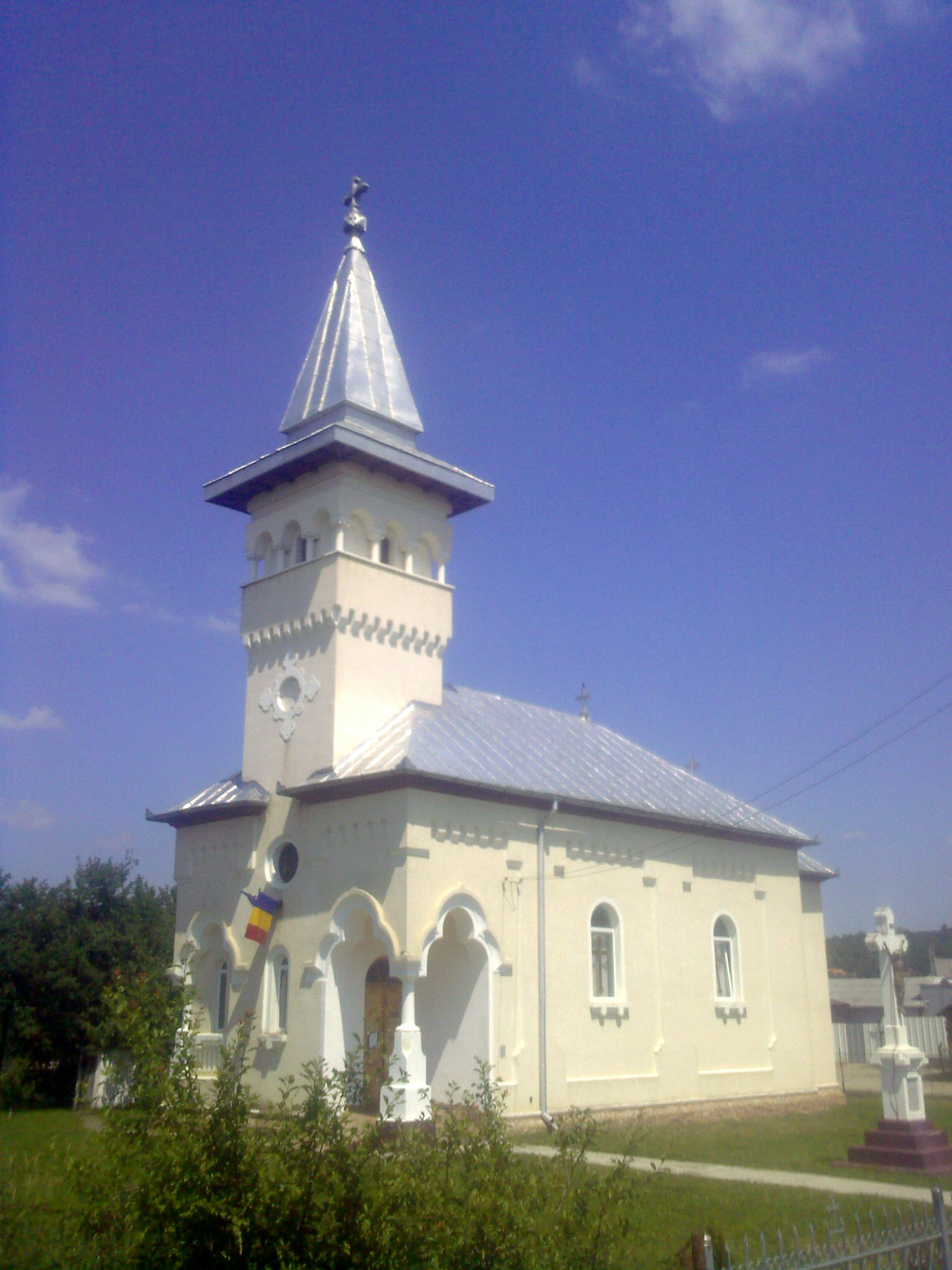

47°08′N 22°53′E / 47.133°N 22.883°E
霍羅阿圖克拉斯內鄉（羅馬尼亞語：Comuna Horoatu Crasnei, Sălaj），是羅馬尼亞的鄉份，位於該國西北部，由瑟拉日縣負責管轄，面積84平方公里，海拔高度360米，2007年人口2,735，人口密度每平方公里32人。